# I Vocalmen
I Vocalmen sono stati un gruppo musicale italiano.

## Storia del gruppo
Il quartetto si forma nel 1965 su iniziativa dei tre fratelli Farruggio (Umberto, Benito detto Titi e Giuseppe detto Pino), torinesi di origine siciliana (il padre è immigrato nel 1931 da Caltanissetta e fa il parrucchiere a Porta Palazzo) e del pianista Georges Renggli; il gruppo inizia ad esibirsi dal nord al sud della Germania; rientrano in Italia nel 1968, incidendo per la Kansas di Domenico Serengay.
Nel 1969 i Vocalmen sono scelti per la versione italiana discografica di Jesus Christ Superstar  in collaborazione con Nora Orlandi (coriste), il testo in italiano tradotto e scritto da Herbert Pagani, ma il disco viene censurato da una commissione di Roma perché ritenuto blasfemo; il gruppo incide comunque la versione in italiano della canzone principale, Superstar.
Nel 1970 con Raffaele Pisu (capocomico), Ric e Gian, Gigi Reder e Rossella Como, con la direzione del maestro musicale Gorni Kramer danno vita alla rivista "A tutto sprint", commedia musicale suonata e cantata totalmente in quartetto vocale dai Vocalmen.
Nel 1972 partecipano come ospiti d'onore al programma televisivo Stasera sì, condotto dal Quartetto Cetra.
Nel 1973 grazie all'incontro con Henghel Gualdi nasce una collaborazione, dando così vita ad un'orchestra di alta qualità vocale e strumentale, incidendo anche un album insieme nel 1976.
Nello stesso anno Renggli viene sostituito dal quarto fratello, il chitarrista Calogero (detto Lino).
Vengono poi ingaggiati da Garinei e Giovannini, diventando non solo cantanti e musicisti ma pure attori dello spettacolo Anche i bancari hanno un'anima con Gino Bramieri, Valeria Valeri, Paola Tedesco e Franco Cremonini nella stagione 1977-1978 e nelle due successive, partecipando anche alla realizzazione dell'album pubblicato dalla CAM e curato da Berto Pisano; con Bramieri il rapporto professionale continua anche nello spettacolo Estate insieme.
Continuano l'attività anche nel decennio seguente in alcune trasmissioni Rai e in vari noti locali torinesi fino allo scioglimento; i componenti si dedicheranno anche ad altre attività oltre alla musica, aprendo un negozio di strumenti musicali (Lino), due scuole di danza con le rispettive mogli (Pino e Titi) e un piano bar (Umberto).
A distanza di pochi anni vengono a mancare, per mali incurabili, Pino (1992) e Lino (1997), e in seguito Titi (il 6 agosto 2013), Georges (2015) e Umberto (14 marzo 2022)

## Formazione
- Umberto Farruggio: basso e voce
- Benito Farruggio: batteria e voce
- Giuseppe Farruggio: chitarra trombone e voce
- Georges Renggli (dal 1965 al 1976): pianoforte e voce
- Calogero Farruggio (dal 1976 al 1989): chitarra

## Discografia
Album in studio
- 1976: Una serata con Henghel Gualdi e i Vocalmen (Fonit Cetra, LPP 310; con Henghel Gualdi)
- 1978: Anche i bancari hanno un'anima (CAM, SAG 9095; con Gino Bramieri, Paola Tedesco e Berto Pisano).

Singoli
- 1969: La paloma blanca/Da te era bello restar (Kansas, DM 1099)
- 1970: Superstar/Che bella che sei (MCA Records, MC 3262)